# Robert Brell i Parladé
Robert Brell i Parladé (Madrid, 31 de març de 1936) és un advocat i polític català, darrer governador civil de Girona i primer subdelegat del govern a Girona fins a la seva jubilació el 2004.
Nasqué a Madrid, fill del funcionari i recaptador d'impostos Josep Brell, originari de Móra d'Ebre, i de la barcelonina Dionísia Parladé. En esclatar la guerra civil espanyola es va traslladar a Móra d'Ebre amb la seva família, i després a Girona, on el seu pare treballava com a recaptador d'impostos. El 1961 es va llicenciar en dret a la Universitat de Barcelona i el 1962 va ingressar a FET y de las JONS i el 1963 ingressà com a advocat a la Diputació i ha estat cap de l'assessoria jurídica de la Diputació de Girona. De 1964 a 1966 fou delegat provincial d'Organitzacions del Movimiento, de 1966 a 1970 delegat provincial d'Associacions del Movimiento i de 1970 a 1971 delegat provincial de família. El 1967 fou guardonat amb l'Orde de Cisneros i ha estat secretari del Col·legi d'Advocats de Girona.
El 1986 va ingressar a Alianza Popular, després Partido Popular, amb el que fou escollit regidor i cap de grup municipal a l'ajuntament de Girona a les eleccions municipals espanyoles de 1991 i 1995 Va deixar el càrrec el juny de 1996 quan fou nomenat governador civil de la província de Girona, càrrec que fou substituït el 1997 pel de subdelegat del govern a Girona. Va ocupar el càrrec fins a la seva jubilació, el 26 de maig de 2004.